# Mule Wasihun
Mule Wasihun (20 oktober 1993) is een Ethiopische langeafstandsloper, die gespecialiseerd is in de langere afstanden en de marathon. Hij behaalde enkele podiumplaatsen bij grote wedstrijden. Met een tijd van 2:03.16 staat hij op plaats veertien van de snelste marathonatleten aller tijden. Hij was zilverenmedaillewinnaar op het wereldkampioenschap halve marathon in 2016 met het landenteam met Ethiopië. Wasihun maakt deel uit van het NN Running Team.

## Loopbaan
Wasihun liep zijn eerste internationale wedstrijd in 2013 in Frankrijk tijdens de halve marathon van Nice, waar hij derde werd in een tijd van 1:00.35. Later dat jaar won hij Marseille-Cassis, het jaar erop de halve marathon van Parijs met een tijd van 1:00.08. 
In 2015 werd Wasihun nationaal kampioen op de 10 km (29.26). Hij maakte zijn debuut op de marathon van Dubai, waar hij elfde werd. In Nederland werd hij tweede in de Zevenheuvelenloop.
Een grote verbetering in zijn marathonprestatie leverde Wasihun in 2016, toen hij voor de tweede maal deelnam aan de marathon van Dubai. In deze bijzonder snelle editie werd hij vijfde met een tijd van 2:05.44 (top-tien snelste van het jaar). In de herfst liep hij de marathon van Amsterdam, waar hij negende werd.
In 2017 deed hij voor de derde keer mee aan de marathon van Dubai, en won toen het zilver. Ook keerde hij dat jaar terug naar de Marathon van Amsterdam, waar hij als vierde eindigde.

## Titels
- Ethiopisch kampioen 10 km - 2015

## Persoonlijke records
| Onderdeel      | Prestatie | Datum             | Plaats         |
| -------------- | --------- | ----------------- | -------------- |
| 10.000 m       | 28.23,87  | 14 september 2015 | Brazzaville    |
| 10 km          | 27.57     | 13 oktober 2013   | Rennes         |
| 15 km          | 42.24     | 26 maart 2016     | Cardiff        |
| 20 km          | 57.18     | 19 april 2015     | Yangzhou       |
| halve marathon | 59.34     | 8 februari 2019   | Ras al-Khaimah |
| 25 km          | 1:12.50   | 22 januari 2016   | Dubai          |
| 30 km          | 1:27.21   | 22 januari 2016   | Dubai          |
| marathon       | 2:03.16   | 28 april 2019     | Londen         |

## Palmares

### 15 km
- 2019: 8e Zevenheuvelenloop - 43.03

### halve marathon
- 2013:  halve marathon van Nice - 1:00.35
- 2014: 8e halve marathon van Lille - 1:02.11
- 2014:  halve marathon van Parijs - 1:00.08
- 2018:  halve marathon van Barcelona - 59.44
- 2019: 6e halve marathon van Ras al-Khaimah - 59.34
- 2020:  halve marathon van Ras al-Khaimah - 59.47

### marathon
- 2016: 5e marathon van Dubai - 2:05.44
- 2016: 9e marathon van Amsterdam - 2:07.19
- 2017:  marathon van Dubai - 2:06.46
- 2017: 4e marathon van Amsterdam - 2:05.397
- 2018: 6e marathon van Rotterdam - 2:08.13
- 2018:  marathon van Amsterdam - 2:04.37
- 2019:  marathon van Londen - 2:03.16